# Cricotopus pirifer
Cricotopus pirifer är en tvåvingeart som beskrevs av Hirvenoja 1973. Cricotopus pirifer ingår i släktet Cricotopus och familjen fjädermyggor. Arten har ej påträffats i Sverige. Inga underarter finns listade i Catalogue of Life.